# Bahía de los Fuegos
La Bahía de los Fuegos, en inglés Bay of Fires es una bahía situada en la costa noreste de la istal de Tasmania, en Australia. La bahía se extiende desde la bahía de Binalong hasta Eddystone Point. La bahía recibió el nombre de la mano de Captain Tobias Furneaux en 1773, después de observar varias hogueras en las playas de los aborígenes tasmanios.
La Bahía de los Fuegos es una región de playas de fina arena blanca, agua turquesa y granitos manchados de color naranja, color que se le deben a un liquen. La sección norte de la bahía es pertenece al Parque Nacional Mount William, mientras que al sur limita con un área de conservación.
En el área de la bahía es posible acampar, pescar, observar pájaros, hacer surfing o ir de caminata.

## Galería

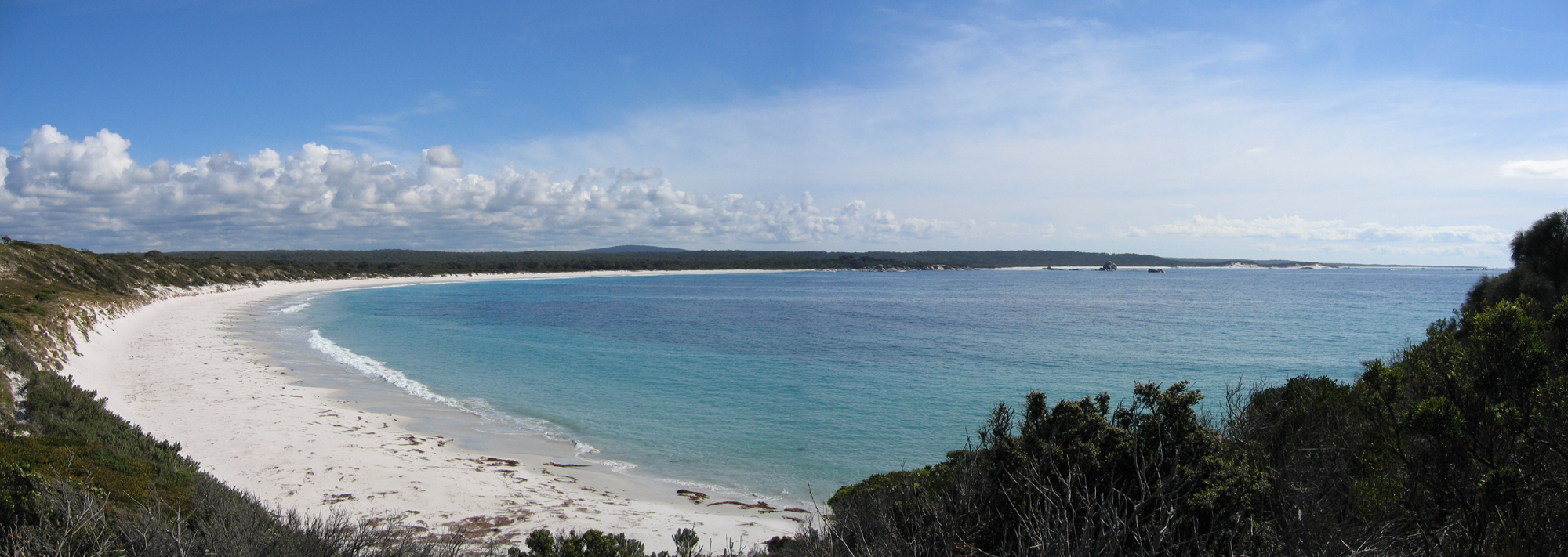
Vista panorámica de la bahía de los Fuegos.
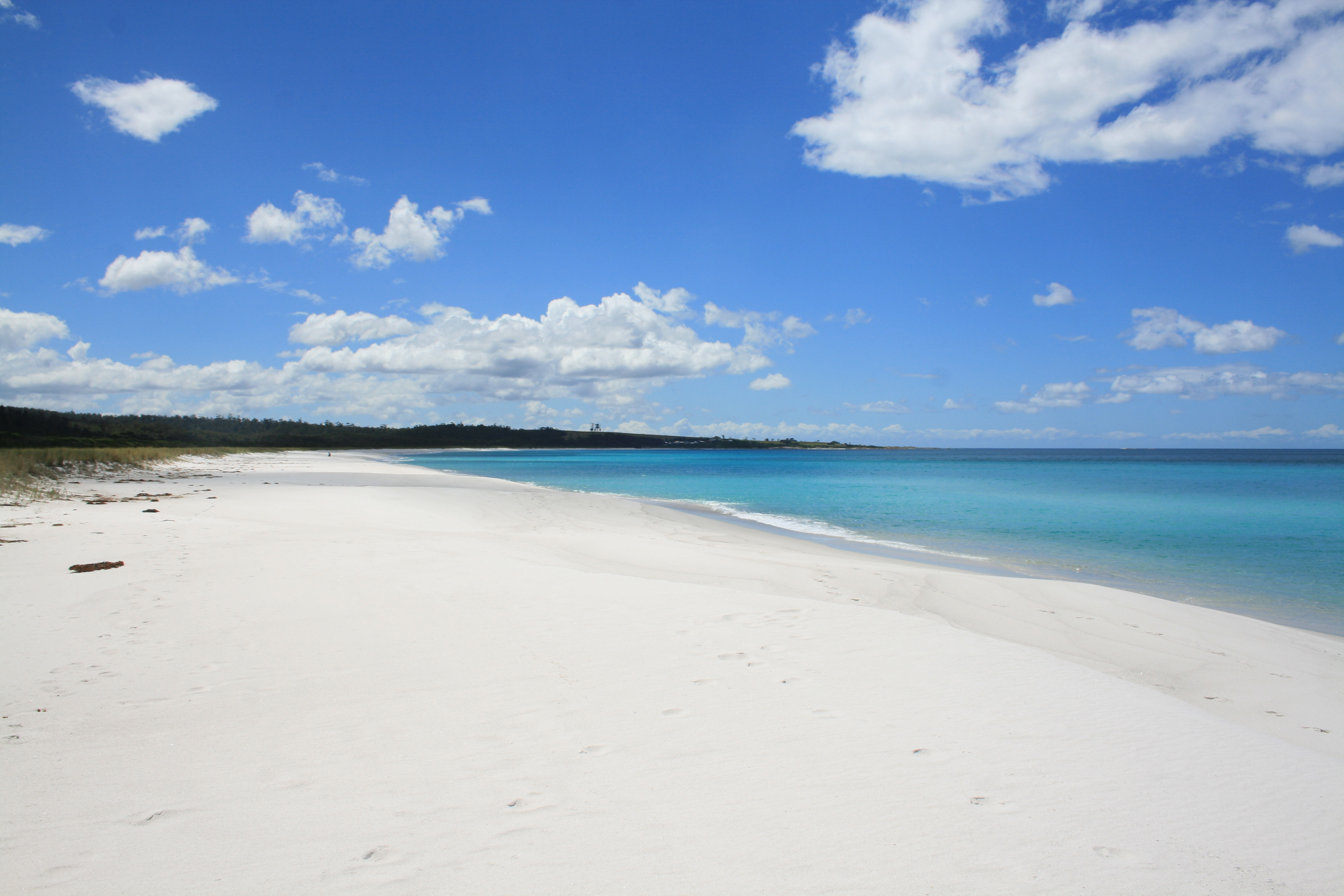
Vista desde la playa.
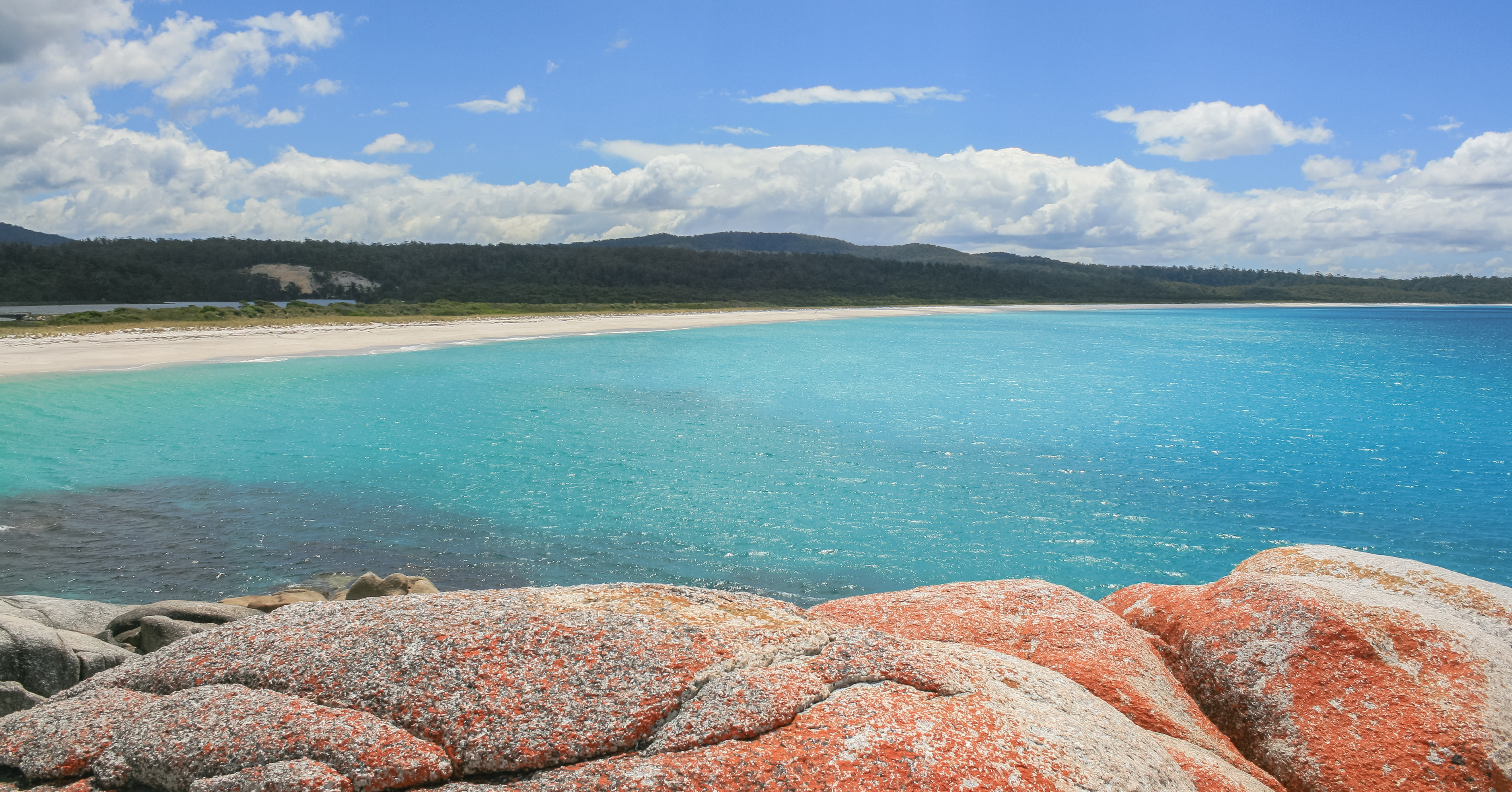
Vista del agua y las rocas anaranjadas.
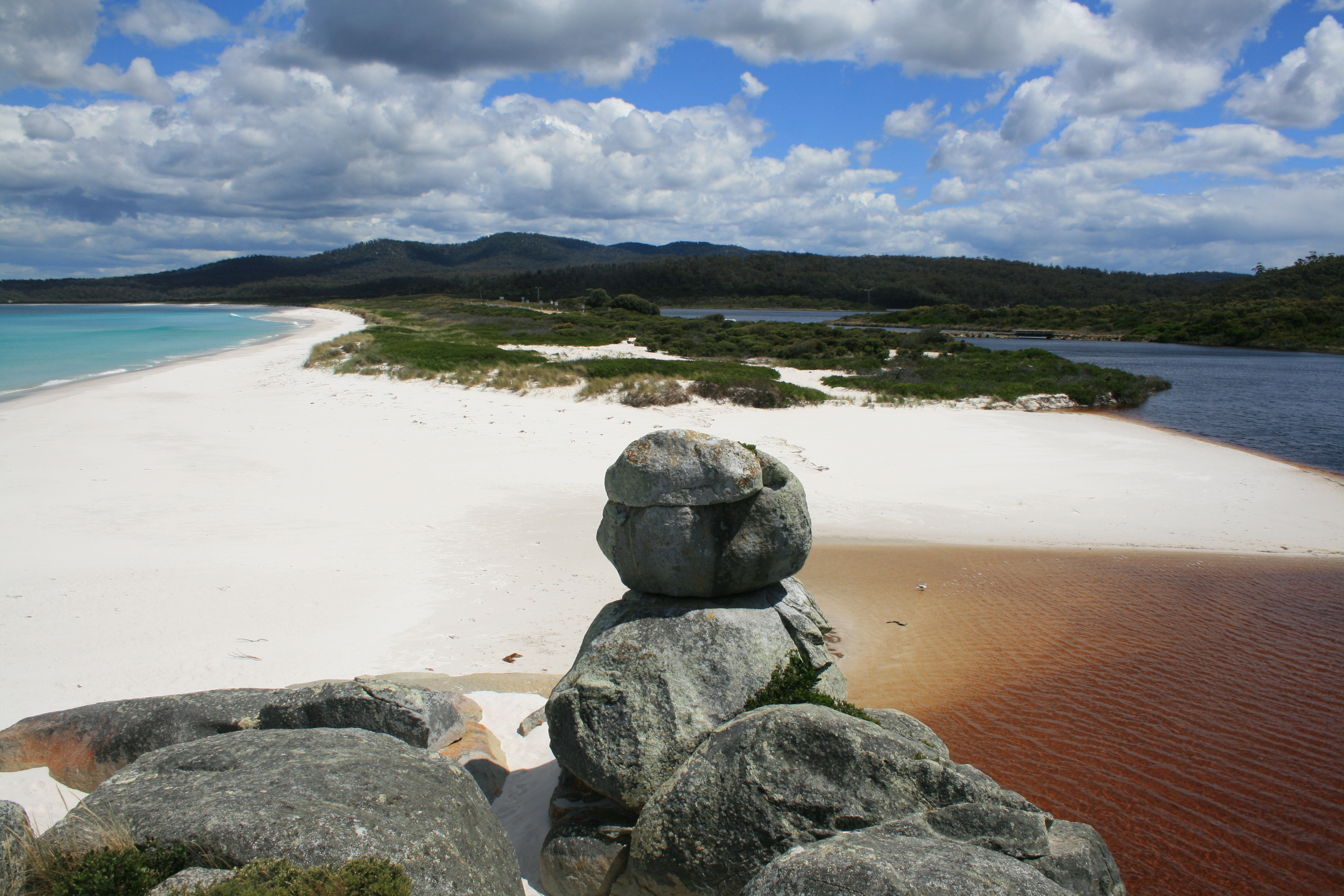
Océano y lago contiguo.
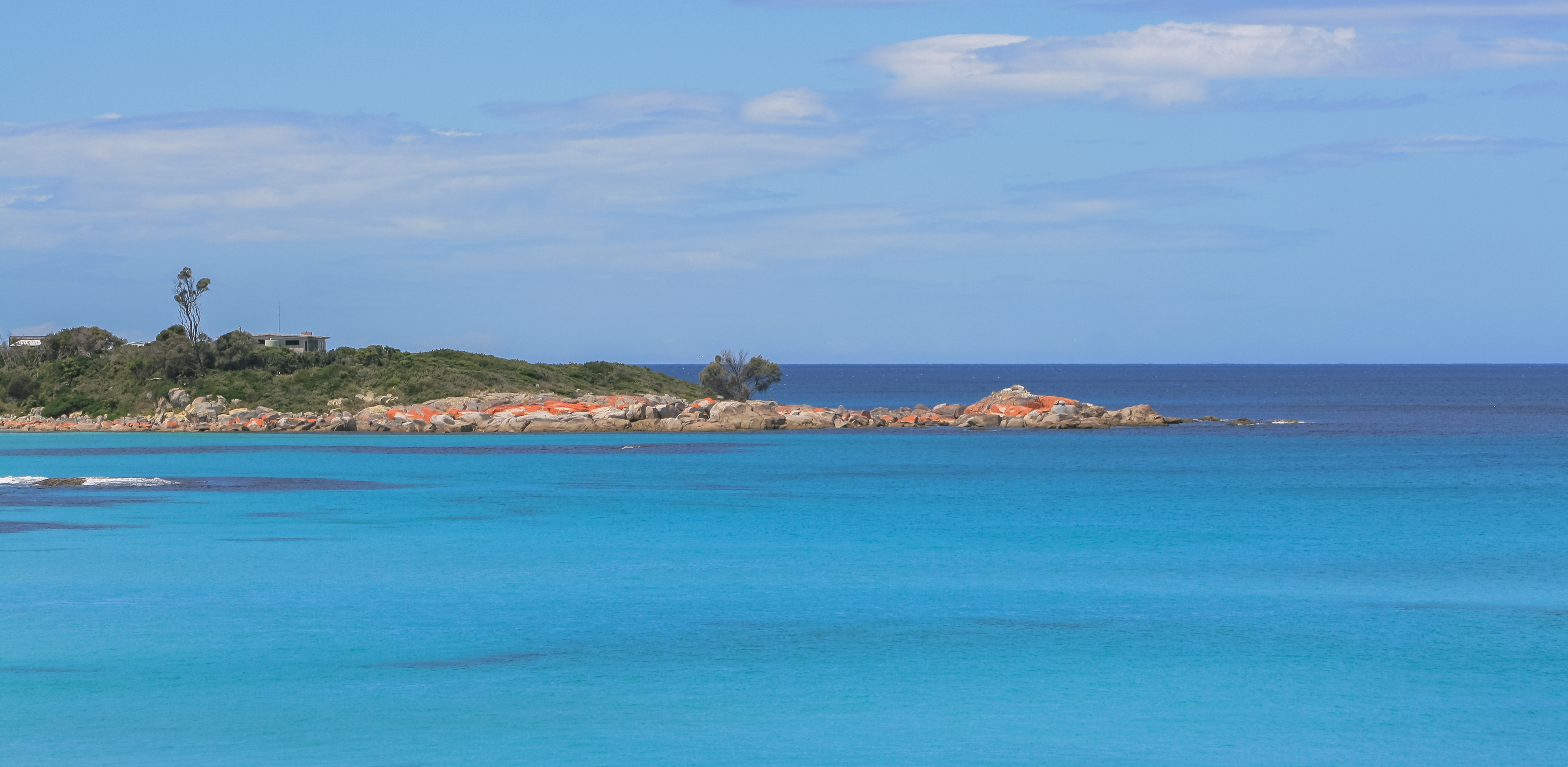
Agua color turquesa.
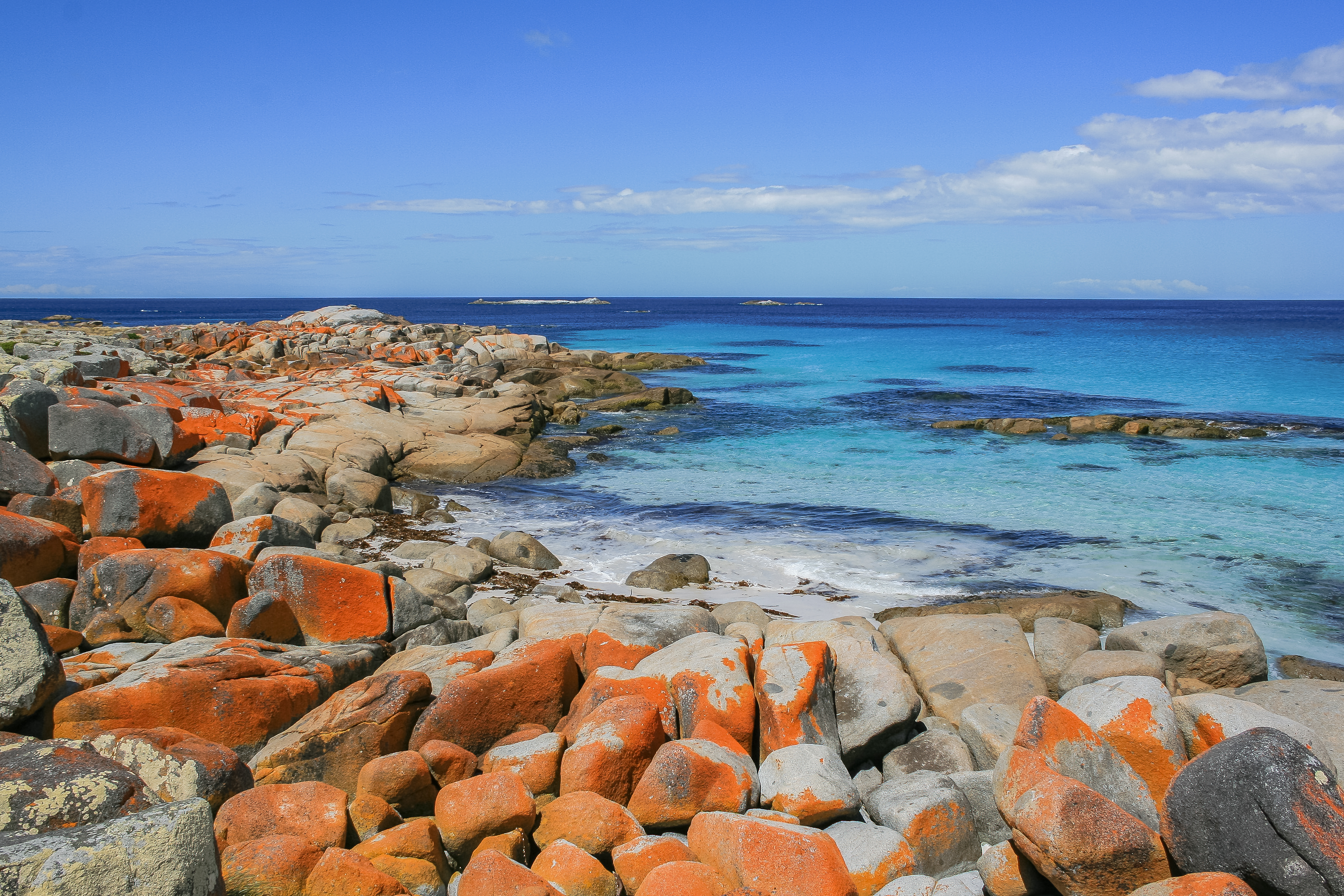
Vista del agua y las rocas anaranjadas.